# Liga de Voleibol Superior Masculino 1973
La Liga de Voleibol Superior Masculino 1973 si è svolta nel 1973: al torneo hanno partecipato 11 franchigie portoricane e la vittoria finale è andata per la prima volta ai Gigantes de Adjuntas.

## Regolamento
La competizione vede le nove franchigie partecipanti affrontarsi senza un calendario rigido fino ad arrivare a sedici incontri ciascuna:
- Le prime quattro classificate accedono ai play-off scudetto, dove vengono accoppiate col metodo della serpentina, strutturati in semifinali, al meglio delle cinque gare, e finale, al meglio delle sette gare.

## Squadre partecipanti
| - Caciques de Jayuya - Cafeteros de Yauco - Changos de Naranjito - Criollos de Caguas - Gigantes de Adjuntas | - Guayacanes de Guayanilla - Mets de Guaynabo - Plataneros de Corozal - Round Hill |

## Campionato

### Regular season

#### Classifica
| Pos. | Squadra                  | G  | V  | P  | SV | SP | Ratio | PF | PS | Ratio |
| ---- | ------------------------ | -- | -- | -- | -- | -- | ----- | -- | -- | ----- |
| 1    | Cafeteros de Yauco       | 16 | 14 | 2  |    |    |       |    |    |       |
| 2    | Mets de Guaynabo         | 16 | 13 | 3  |    |    |       |    |    |       |
| 3    | Gigantes de Adjuntas     | 16 | 12 | 4  |    |    |       |    |    |       |
| 4    | Criollos de Caguas       | 16 | 10 | 5  |    |    |       |    |    |       |
| 5    | Changos de Naranjito     | 16 | 7  | 8  |    |    |       |    |    |       |
| 6    | Plataneros de Corozal    | 16 | 6  | 10 |    |    |       |    |    |       |
| 7    | Guayacanes de Guayanilla | 16 | 5  | 10 |    |    |       |    |    |       |
| 8    | Round Hill               | 16 | 4  | 11 |    |    |       |    |    |       |
| 9    | Caciques de Jayuya       | 16 | 0  | 16 |    |    |       |    |    |       |

| Ai play-off scudetto |

### Play-off
|  | Semifinali | Semifinali           | Semifinali |                      |   | Finale             | Finale | Finale |  |
|  |            |                      |            |                      |   |                    |        |        |  |
|  | 1          | Cafeteros de Yauco   | 3          |                      |   |                    |        |        |  |
|  | 1          | Cafeteros de Yauco   | 3          |                      |   |                    |        |        |  |
|  | 4          | Criollos de Caguas   | 0          |                      |   |                    |        |        |  |
|  | 4          | Criollos de Caguas   | 0          |                      | 1 | Cafeteros de Yauco | 1      |        |  |
|  |            |                      |            |                      | 1 | Cafeteros de Yauco | 1      |        |  |
|  |            |                      | 3          | Gigantes de Adjuntas | 4 |                    |        |        |  |
|  | 2          | Mets de Guaynabo     | 3          | Gigantes de Adjuntas | 4 | 0                  |        |        |  |
|  | 2          | Mets de Guaynabo     |            |                      |   |                    |        |        |  |
|  | 3          | Gigantes de Adjuntas | 3          |                      |   |                    |        |        |  |